# Otto von Rauchenberger

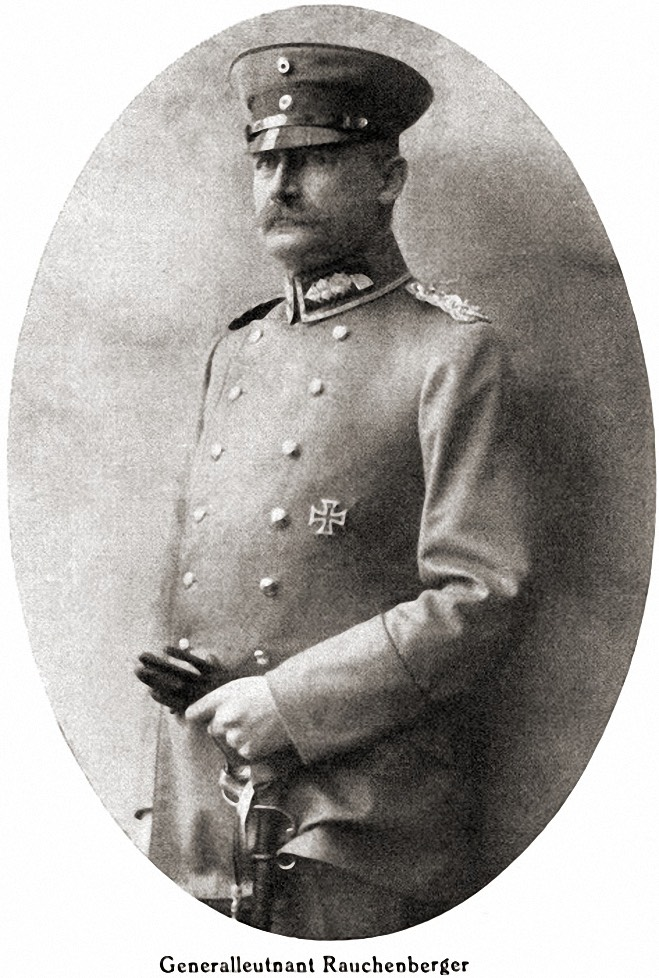
Otto von Rauchenberger

Otto Rauchenberger, seit 1917 Ritter von Rauchenberger, (* 11. September 1864 in Würzburg; † 7. August 1942 in München) war ein deutscher General der Infanterie.

## Leben

### Familie
Er war der Sohn des Hauptkassierers Martin Rauchenberger und dessen Ehefrau Barbara, geborene Englert. Rauchenberger verheiratete sich am 8. Juli 1895 mit Johanna Strauss. Aus der Ehe gingen ein Sohn und eine Tochter hervor.

### Militärkarriere
Rauchenberger machte sein Abitur am Wilhelmsgymnasium München und trat anschließend am 1. Oktober 1882 als Einjährig-Freiwilliger in das Infanterie-Leib-Regiment der Bayerischen Armee in München ein. Am Ende des Monats wurde er als Offiziersaspirant in das Regiment übernommen und nach dem erfolgreichen Besuch der Kriegsschule folgte am 24. März 1885 seine Beförderung zum Sekondeleutnant. Als solcher war Rauchenberger 1888/89 zweimal als Hilfslehrer zu den Aufnahmeübungen an die Kriegsschule kommandiert. Ab Mitte Mai 1889 fungierte er als Regimentsadjutant und wurde am 22. September 1893 zum Premierleutnant befördert. Von 1894 bis 1897 absolvierte Rauchenberger die Kriegsakademie, die ihm die Qualifikation für den Generalstab und das Lehrfach aussprach. Im Anschluss daran folgten seine Kommandierung zum Generalstab sowie mit der Beförderung zum Hauptmann am 23. September 1898 seine Versetzung in die Zentralstelle des Generalstabs nach München. Daran schloss sich von Mitte Februar 1900 bis Mitte April 1901 seine Kommandierung zum Kriegsministerium an. Rauchenberger kehrte anschließend in den Truppendienst zurück und war bis 7. Juni 1902 als Kompaniechef im 1. Infanterie-Regiment „König“ tätig. Es folgte seine erneute Versetzung in die Zentralstelle des Generalstabs und Rauchenberger hatte in den kommenden Jahren verschiedene Generalstabsverwendungen inne. Unter anderem war er als Major 1905/06 zum Großen Generalstab nach Berlin kommandiert worden und diente während dieser Zeit auch als außerordentliches Mitglied des bayerischen Senats des Reichsmilitärgerichts. Zum 1. Oktober 1907 wurde Rauchenberger zum Bataillonskommandeur im 21. Infanterie-Regiment ernannt, dass er für ein Jahr befehligte. Anschließend war Rauchenberger Abteilungschef in der Zentralstelle des Generalstabes, wurde am 16. Oktober 1908 Oberstleutnant und von Mitte Februar 1909 bis 23. Januar 1910 zugleich auch Mitglied der Studienkommission der Kriegsakademie. Er wurde dann nochmals in den Großen Generalstab nach Berlin kommandiert, dort am 23. Oktober 1910 zum Oberst befördert und als solcher am 1. Oktober 1911 zum Kommandeur des 21. Infanterie-Regiments in Fürth ernannt. Dieses Regiment gab Rauchenberger am 30. September 1913 ab und erhielt dafür das Kommando über die 1. Infanterie-Brigade. In dieser Stellung folgte am 7. Januar 1914 seine Beförderung zum Generalmajor.

#### Erster Weltkrieg
Mit Ausbruch des Ersten Weltkriegs machte seine Brigade am 2. August 1914 mobil und kam bei Badonviller erstmals ins Gefecht gegen die Franzosen. Daran schlossen sich die Kämpfe bei Vezouze und Sarrebourg sowie die Schlacht in Lothringen an, in der Rauchenberger am 20. August 1914 verwundet wurde. Nach seiner Gesundung kehrte er zu seiner Brigade an die Westfront zurück, nahm an der Schlacht an der Somme teil und ging dann westlich von Saint-Quentin in den Stellungskrieg über. Hier übernahm er am 9. März 1915 die aus seinem alten Großverband neugebildete 20. Infanterie-Brigade, mit der er in der Folgezeit an der Somme in Stellungskämpfen lag und im Herbst an der Schlacht bei La Bassée und Arras teilnahm. Während des Jahres 1915 war Rauchenberger im Juni/Juli sowie von Ende September bis Mitte Dezember vertretungsweise mit der Führung der 2. Infanterie-Division beauftragt. Mit seiner Brigade stand Rauchenberger 1916 weiterhin in Stellungskämpfen im Artois und machte die Schlacht an der Somme mit. Anfang August wurde er dann Kommandeur der neu zusammengestellten 14. Infanterie-Division, mit der er in der Schlacht um Verdun zum Einsatz kam, bevor er im November 1916 nochmals in der Schlacht an der Somme eingriff. Für sein Wirken wurde er durch König Ludwig III. mit dem Ritterkreuz des Verdienstordens der Bayerischen Krone beliehen. Damit verbunden war die Erhebung in den persönlichen Adelstand und er durfte sich nach der Eintragung in die Adelsmatrikel am 15. Februar 1917 „Ritter von Rauchenberger“ nennen.
Nach der Frühjahrsschlacht bei Arras im April 1917 verlegt Rauchenberger, seit 17. Januar 1917 Generalleutnant, mit seiner Division an die Ostfront. Hier kam sie bei Riga zum Einsatz, wo der Großverband an der russischen Nordflanke bei Uexküll die etwa 400 m breite Düna überschritt und seinen Angriff über den Kleinen Jägel bis zur livländischen Aa führte. Dabei gelang es der Division neben dem Geländegewinn 2000 Gefangene und 20 Geschütze einzubringen. Für diese Leistung, die kurz darauf zum Fall von Riga führte, wurde Rauchenberger am 6. September 1916 durch Wilhelm II. der Orden Pour le Mérite verliehen. Bereits einen Tag zuvor hatte König Ludwig III. ihn mit dem Ritterkreuz des Militär-Max-Joseph-Ordens beliehen.
Nach der Eroberung von Riga beteiligten sich seine Truppen auch an der Einnahme von Jakobstadt, bevor die Division nach dem Waffenstillstand Mitte Dezember 1917 wieder in den Westen verlegt wurde. Hier lag sie bei der 1. Armee in den Stellungskämpfen um Reims. Ab 21. März 1918 war Rauchenberger in die Frühjahrsoffensive eingebunden, kam an der Avre sowie der Ancre zum Einsatz und wurde nach der Abwehrschlacht zwischen Somme und Avre Ende Mai 1918 zum Kommandeur der 6. Infanterie-Division ernannt. In den folgenden schweren Abwehrkämpfen vor der Siegfriedstellung und der Abwehrschlacht zwischen Cambrai und Saint-Quentin gelang es mehrfach feindliche Angriffe in seinem Bereich abzuschlagen. Dafür wurde Rauchenberger auf Vorschlag des Kommandierenden Generals der 18. Armee Oskar von Hutier am 19. Oktober 1918 das Eichenlaub zum Pour le Mérite verliehen.
In den letzten Kriegswochen zogen sich seine Truppen kämpfend über die Hermann- auf die Antwerpen-Maas-Stellung und von dort nach Maubeuge zurück.

#### Nachkriegszeit
Nach dem Waffenstillstand von Compiègne und der Rückführung der Reste seiner Division in die Heimat wurde der Großverband demobilisiert und schließlich aufgelöst. Rauchenberger wurde daraufhin am 20. Dezember 1918 zum Kommandierenden General des stellvertretenden Generalkommandos des II. Armee-Korps in Würzburg ernannt. Auf seinen Wunsch hin stellte man ihn am 9. Juni 1919 zur Disposition und verabschiedet ihn fünf Tage später aus dem Militärdienst.
Nach seiner Verabschiedung betätigte er sich als Autor und verfasste verschiedene militärgeschichtliche Bücher und Schriften.
Rauchenberger erhielt am 27. August 1939, dem sogenannten Tannenbergtag, den Charakter als General der Infanterie verliehen.